# Tournoi pré-olympique féminin de l'AFC 2020
Pour un article plus général, voir Tournoi féminin de football aux Jeux olympiques d'été de 2020.
Navigation
Rio de Janeiro 2016 Paris 2024
Le tournoi préolympique de qualification de la zone Asie du tournoi olympique de football féminin de 2020 permet de désigner les deux sélections asiatiques qui participeront au tournoi féminin de football aux Jeux de Tokyo en 2021. La cinquième édition de ces éliminatoires se déroule du 4 novembre 2018 au 13 avril 2021. Les deux vainqueurs des barrages sont directement qualifié pour les Jeux olympiques.

## Compétition

### Premier tour

#### Groupe A
| Rang | Équipe         | Pts | J | G | N | P | Bp | Bc | Diff |
| ---- | -------------- | --- | - | - | - | - | -- | -- | ---- |
| 1    | Taipei chinois | 12  | 4 | 4 | 0 | 0 | 33 | 0  | +33  |
| 2    | Philippines    | 9   | 4 | 3 | 0 | 1 | 17 | 7  | +10  |
| 3    | Tadjikistan    | 6   | 4 | 2 | 0 | 2 | 11 | 13 | -2   |
| 4    | Mongolie       | 1   | 4 | 0 | 1 | 3 | 4  | 20 | -16  |
| 5    | Singapour      | 1   | 4 | 0 | 1 | 3 | 2  | 27 | -25  |

#### Groupe B
| Rang | Équipe              | Pts     | J       | G       | N       | P       | Bp      | Bc      | Diff    |
| ---- | ------------------- | ------- | ------- | ------- | ------- | ------- | ------- | ------- | ------- |
| 1    | Iran                | 4       | 2       | 1       | 1       | 0       | 9       | 1       | +8      |
| 2    | Hong Kong           | 4       | 2       | 1       | 1       | 0       | 5       | 1       | +4      |
| 3    | Liban               | 0       | 2       | 2       | 0       | 2       | 0       | 12      | -12     |
| 4    | Émirats arabes unis | Forfait | Forfait | Forfait | Forfait | Forfait | Forfait | Forfait | Forfait |
| 5    | Macao               | Forfait | Forfait | Forfait | Forfait | Forfait | Forfait | Forfait | Forfait |

| 8 novembre 2018 | Iran    | 8 - 0   | Liban |                                                             |                                                             |
| 15 h 00         |         | (3 - 0) |       | IPE Chonburi Stadium, Chonburi Arbitrage : Asaka Matsushita | IPE Chonburi Stadium, Chonburi Arbitrage : Asaka Matsushita |
| 15 h 00         | Rapport |         |       | IPE Chonburi Stadium, Chonburi Arbitrage : Asaka Matsushita | IPE Chonburi Stadium, Chonburi Arbitrage : Asaka Matsushita |

| 11 novembre 2018 | Liban   | 4 - 0   | Hong Kong |                                                                            |                                                                            |
| 15 h 00          |         | (0 - 0) |           | IPE Chonburi Stadium, Chonburi Spectateurs : 104 Arbitrage : Công Thị Dung | IPE Chonburi Stadium, Chonburi Spectateurs : 104 Arbitrage : Công Thị Dung |
| 15 h 00          | Rapport |         |           | IPE Chonburi Stadium, Chonburi Spectateurs : 104 Arbitrage : Công Thị Dung | IPE Chonburi Stadium, Chonburi Spectateurs : 104 Arbitrage : Công Thị Dung |

| 13 novembre 2018 | Iran    | 1 - 1   | Hong Kong |                                                                              |                                                                              |
| 15 h 00          |         | (0 - 1) |           | IPE Chonburi Stadium, Chonburi Spectateurs : 41 Arbitrage : Edita Mirabidova | IPE Chonburi Stadium, Chonburi Spectateurs : 41 Arbitrage : Edita Mirabidova |
| 15 h 00          | Rapport |         |           | IPE Chonburi Stadium, Chonburi Spectateurs : 41 Arbitrage : Edita Mirabidova | IPE Chonburi Stadium, Chonburi Spectateurs : 41 Arbitrage : Edita Mirabidova |

#### Groupe C
| Rang | Équipe     | Pts | J | G | N | P | Bp | Bc | Diff |
| ---- | ---------- | --- | - | - | - | - | -- | -- | ---- |
| 1    | Birmanie   | 7   | 3 | 2 | 1 | 0 | 8  | 2  | +6   |
| 2    | Inde       | 4   | 3 | 1 | 1 | 1 | 9  | 4  | +5   |
| 3    | Népal      | 3   | 3 | 0 | 3 | 0 | 3  | 3  | 0    |
| 4    | Bangladesh | 1   | 3 | 0 | 1 | 2 | 2  | 13 | -11  |

#### Groupe D
| Rang | Équipe    | Pts | J | G | N | P | Bp | Bc | Diff |
| ---- | --------- | --- | - | - | - | - | -- | -- | ---- |
| 1    | Jordanie  | 9   | 3 | 3 | 0 | 0 | 16 | 0  | +16  |
| 2    | Indonésie | 4   | 3 | 1 | 1 | 1 | 4  | 5  | -1   |
| 3    | Palestine | 4   | 3 | 1 | 1 | 1 | 3  | 9  | -6   |
| 4    | Maldives  | 0   | 3 | 0 | 0 | 3 | 2  | 11 | -9   |

### Deuxième tour

#### Groupe A
| Rang | Équipe    | Pts | J | G | N | P | Bp | Bc | Diff |
| ---- | --------- | --- | - | - | - | - | -- | -- | ---- |
| 1    | Birmanie  | 7   | 3 | 2 | 1 | 0 | 12 | 4  | +8   |
| 2    | Inde      | 7   | 3 | 2 | 1 | 0 | 8  | 4  | +4   |
| 3    | Népal     | 3   | 3 | 1 | 0 | 2 | 4  | 7  | -3   |
| 4    | Indonésie | 0   | 3 | 0 | 0 | 3 | 1  | 10 | -9   |

| 3 avril 2019 | Inde            | 2 - 0   | Indonésie |                                                                             |                                                                             |
| 15 h 00      | Dangmei 27e 68e | (1 - 0) |           | Mandalar Thiri Stadium, Mandalay Spectateurs : 100 Arbitrage : Kim Yu-jeong | Mandalar Thiri Stadium, Mandalay Spectateurs : 100 Arbitrage : Kim Yu-jeong |
| 15 h 00      | Rapport         |         |           | Mandalar Thiri Stadium, Mandalay Spectateurs : 100 Arbitrage : Kim Yu-jeong | Mandalar Thiri Stadium, Mandalay Spectateurs : 100 Arbitrage : Kim Yu-jeong |

| 3 avril 2019 | Birmanie                       | 3 - 1   | Népal       |                                                                                 |                                                                                 |
| 18 h 00      | Yee 24e · Win 48e (pen.) 90+4e | (1 - 1) | 45+2e Thapa | Mandalar Thiri Stadium, Mandalay Spectateurs : 1 582 Arbitrage : Mahsa Ghorbani | Mandalar Thiri Stadium, Mandalay Spectateurs : 1 582 Arbitrage : Mahsa Ghorbani |
| 18 h 00      | Rapport                        |         |             | Mandalar Thiri Stadium, Mandalay Spectateurs : 1 582 Arbitrage : Mahsa Ghorbani | Mandalar Thiri Stadium, Mandalay Spectateurs : 1 582 Arbitrage : Mahsa Ghorbani |

| 6 avril 2019 | Népal    | 1 - 3   | Inde                                               |                                                                            |                                                                            |
| 15 h 00      | Thapa 7e | (1 - 1) | 6e (csc) Magar · 60e Ranganathan · 79e (pen.) Devi | Mandalar Thiri Stadium, Mandalay Spectateurs : 356 Arbitrage : Law Bik Chi | Mandalar Thiri Stadium, Mandalay Spectateurs : 356 Arbitrage : Law Bik Chi |
| 15 h 00      | Rapport  |         |                                                    | Mandalar Thiri Stadium, Mandalay Spectateurs : 356 Arbitrage : Law Bik Chi | Mandalar Thiri Stadium, Mandalay Spectateurs : 356 Arbitrage : Law Bik Chi |

| 6 avril 2019 | Indonésie | 0 - 6   | Birmanie                                    |                                                                           |                                                                           |
| 18 h 00      |           | (0 - 3) | 2e 49e Khin · 19e 65e 74e Yee Yee · 32e Win | Mandalar Thiri Stadium, Mandalay Spectateurs : 755 Arbitrage : Cha Min-ji | Mandalar Thiri Stadium, Mandalay Spectateurs : 755 Arbitrage : Cha Min-ji |
| 18 h 00      | Rapport   |         |                                             | Mandalar Thiri Stadium, Mandalay Spectateurs : 755 Arbitrage : Cha Min-ji | Mandalar Thiri Stadium, Mandalay Spectateurs : 755 Arbitrage : Cha Min-ji |

| 9 avril 2019 | Birmanie        | 3 - 3   | Inde                                   |                                                                               |                                                                               |
| 15 h 30      | Win 17e 23e 73e | (2 - 2) | 10e Ranganathan · 32e Yadav · 64e Devi | Mandalar Thiri Stadium, Mandalay Spectateurs : 851 Arbitrage : Mahsa Ghorbani | Mandalar Thiri Stadium, Mandalay Spectateurs : 851 Arbitrage : Mahsa Ghorbani |
| 15 h 30      | Rapport         |         |                                        | Mandalar Thiri Stadium, Mandalay Spectateurs : 851 Arbitrage : Mahsa Ghorbani | Mandalar Thiri Stadium, Mandalay Spectateurs : 851 Arbitrage : Mahsa Ghorbani |

| 9 avril 2019 | Indonésie   | 1 - 2   | Népal            |                                                                   |                                                                   |
| 15 h 30      | Amiatun 47e | (0 - 1) | 36e 89e Bhandari | Bahtoo Stadium, Mandalay Spectateurs : 100 Arbitrage : Cha Min-ji | Bahtoo Stadium, Mandalay Spectateurs : 100 Arbitrage : Cha Min-ji |
| 15 h 30      | Rapport     |         |                  | Bahtoo Stadium, Mandalay Spectateurs : 100 Arbitrage : Cha Min-ji | Bahtoo Stadium, Mandalay Spectateurs : 100 Arbitrage : Cha Min-ji |

#### Groupe B
| Rang | Équipe      | Pts | J | G | N | P | Bp | Bc | Diff |
| ---- | ----------- | --- | - | - | - | - | -- | -- | ---- |
| 1    | Viêt Nam    | 9   | 3 | 3 | 0 | 0 | 6  | 2  | +4   |
| 2    | Ouzbékistan | 6   | 3 | 2 | 0 | 1 | 8  | 3  | +5   |
| 3    | Jordanie    | 1   | 3 | 0 | 1 | 2 | 0  | 4  | -4   |
| 4    | Hong Kong   | 1   | 3 | 0 | 1 | 2 | 2  | 7  | -5   |

| 3 avril 2019 | Viêt Nam                     | 2 - 1   | Ouzbékistan    |                                                                        |                                                                        |
| 15 h 00      | Huỳnh 8e · Nguyễn 57e (pen.) | (1 - 1) | 11e Kuchkarova | Stade Lokomotiv, Tachkent Spectateurs : 306 Arbitrage : Oh Hyeon-jeong | Stade Lokomotiv, Tachkent Spectateurs : 306 Arbitrage : Oh Hyeon-jeong |
| 15 h 00      | Rapport                      |         |                | Stade Lokomotiv, Tachkent Spectateurs : 306 Arbitrage : Oh Hyeon-jeong | Stade Lokomotiv, Tachkent Spectateurs : 306 Arbitrage : Oh Hyeon-jeong |

| 3 avril 2019 | Jordanie | 0 - 0   | Hong Kong |                                                                                              |                                                                                              |
| 15 h 00      |          | (0 - 0) |           | Transportation Institute Stadium, Tachkent Spectateurs : 50 Arbitrage : Ranjita Devi Tekcham | Transportation Institute Stadium, Tachkent Spectateurs : 50 Arbitrage : Ranjita Devi Tekcham |
| 15 h 00      | Rapport  |         |           | Transportation Institute Stadium, Tachkent Spectateurs : 50 Arbitrage : Ranjita Devi Tekcham | Transportation Institute Stadium, Tachkent Spectateurs : 50 Arbitrage : Ranjita Devi Tekcham |

| 6 avril 2019 | Ouzbékistan         | 2 - 0   | Iran |                                                                    |                                                                    |
| 15 h 00      | Kudratova 72e 90+2e | (0 - 0) |      | Stade Lokomotiv, Tachkent Spectateurs : 220 Arbitrage : Jon Sol-mi | Stade Lokomotiv, Tachkent Spectateurs : 220 Arbitrage : Jon Sol-mi |
| 15 h 00      | Rapport             |         |      | Stade Lokomotiv, Tachkent Spectateurs : 220 Arbitrage : Jon Sol-mi | Stade Lokomotiv, Tachkent Spectateurs : 220 Arbitrage : Jon Sol-mi |

| 6 avril 2019 | Hong Kong | 1 - 2   | Viêt Nam                  |                                                                                           |                                                                                           |
| 15 h 00      | Wai 48e   | (0 - 2) | 24e (csc) Sin · 40e Huỳnh | Transportation Institute Stadium, Tachkent Spectateurs : 50 Arbitrage : Doumouh Al-Bakkar | Transportation Institute Stadium, Tachkent Spectateurs : 50 Arbitrage : Doumouh Al-Bakkar |
| 15 h 00      | Rapport   |         |                           | Transportation Institute Stadium, Tachkent Spectateurs : 50 Arbitrage : Doumouh Al-Bakkar | Transportation Institute Stadium, Tachkent Spectateurs : 50 Arbitrage : Doumouh Al-Bakkar |

| 9 avril 2019 | Viêt Nam                   | 2 - 0   | Jordanie |                                                                                        |                                                                                        |
| 15 h 00      | Nguyễn 65e 47e · Huỳnh 67e | (0 - 0) |          | Transportation Institute Stadium, Tachkent Spectateurs : 30 Arbitrage : Oh Hyeon-jeong | Transportation Institute Stadium, Tachkent Spectateurs : 30 Arbitrage : Oh Hyeon-jeong |
| 15 h 00      | Rapport                    |         |          | Transportation Institute Stadium, Tachkent Spectateurs : 30 Arbitrage : Oh Hyeon-jeong | Transportation Institute Stadium, Tachkent Spectateurs : 30 Arbitrage : Oh Hyeon-jeong |

| 9 avril 2019 | Hong Kong  | 1 - 5   | Ouzbékistan                             |                                                                              |                                                                              |
| 15 h 00      | Cheung 58e | (0 - 2) | 31e 43e 81e Sarikova · 57e 88e Karachik | Stade Lokomotiv, Tachkent Spectateurs : 145 Arbitrage : Ranjita Devi Tekcham | Stade Lokomotiv, Tachkent Spectateurs : 145 Arbitrage : Ranjita Devi Tekcham |
| 15 h 00      | Rapport    |         |                                         | Stade Lokomotiv, Tachkent Spectateurs : 145 Arbitrage : Ranjita Devi Tekcham | Stade Lokomotiv, Tachkent Spectateurs : 145 Arbitrage : Ranjita Devi Tekcham |

#### Groupe C
| Rang | Équipe         | Pts | J | G | N | P | Bp | Bc | Diff |
| ---- | -------------- | --- | - | - | - | - | -- | -- | ---- |
| 1    | Taipei chinois | 9   | 3 | 3 | 0 | 0 | 11 | 3  | +8   |
| 2    | Philippines    | 6   | 3 | 2 | 0 | 1 | 11 | 4  | +7   |
| 3    | Iran           | 3   | 3 | 1 | 0 | 2 | 10 | 6  | +4   |
| 4    | Palestine      | 0   | 3 | 0 | 0 | 3 | 0  | 19 | -19  |

| 3 avril 2019 | Taipei chinois                 | 3 - 0   | Palestine |                                                                                      |                                                                                      |
| 17 h 00      | Zhuo 43e · Wang 56e · Ting 68e | (1 - 0) |           | Saoud bin Abdulrahman Stadium, Al Wakrah Spectateurs : 22 Arbitrage : Seinn Cho Aung | Saoud bin Abdulrahman Stadium, Al Wakrah Spectateurs : 22 Arbitrage : Seinn Cho Aung |
| 17 h 00      | Rapport                        |         |           | Saoud bin Abdulrahman Stadium, Al Wakrah Spectateurs : 22 Arbitrage : Seinn Cho Aung | Saoud bin Abdulrahman Stadium, Al Wakrah Spectateurs : 22 Arbitrage : Seinn Cho Aung |

| 3 avril 2019 | Iran    | 0 - 2   | Philippines                 |                                                                       |                                                                       |
| 20 h 00      |         | (0 - 0) | 47e Semacio · 52e Del Campo | Grand Hamad Stadium, Doha Spectateurs : 100 Arbitrage : Công Thị Dung | Grand Hamad Stadium, Doha Spectateurs : 100 Arbitrage : Công Thị Dung |
| 20 h 00      | Rapport |         |                             | Grand Hamad Stadium, Doha Spectateurs : 100 Arbitrage : Công Thị Dung | Grand Hamad Stadium, Doha Spectateurs : 100 Arbitrage : Công Thị Dung |

| 6 avril 2019 | Palestine | 0 - 9   | Iran                                                                                 |                                                                                        |                                                                                        |
| 17 h 00      |           | (0 - 4) | 4e Chahkandi · 20e 22e Dabbaghi · 37e 48e Hamoudi · 56e 83e Ghomi · 67e 82e Ghanbari | Saoud bin Abdulrahman Stadium, Al Wakrah Spectateurs : 85 Arbitrage : Asmita Manandhar | Saoud bin Abdulrahman Stadium, Al Wakrah Spectateurs : 85 Arbitrage : Asmita Manandhar |
| 17 h 00      | Rapport   |         |                                                                                      | Saoud bin Abdulrahman Stadium, Al Wakrah Spectateurs : 85 Arbitrage : Asmita Manandhar | Saoud bin Abdulrahman Stadium, Al Wakrah Spectateurs : 85 Arbitrage : Asmita Manandhar |

| 6 avril 2019 | Philippines               | 2 - 4   | Taipei chinois                                                   |                                                                          |                                                                          |
| 20 h 00      | Semacio 13e · Tomanon 32e | (2 - 1) | 45e (pen.) Pao · 48e (csc) Tomanon · 63e (csc) Dolino · 87e Ting | Grand Hamad Stadium, Doha Spectateurs : 150 Arbitrage : Edita Mirabidova | Grand Hamad Stadium, Doha Spectateurs : 150 Arbitrage : Edita Mirabidova |
| 20 h 00      | Rapport                   |         |                                                                  | Grand Hamad Stadium, Doha Spectateurs : 150 Arbitrage : Edita Mirabidova | Grand Hamad Stadium, Doha Spectateurs : 150 Arbitrage : Edita Mirabidova |

| 9 avril 2019 | Taipei chinois                            | 4 - 1   | Iran         |                                                                          |                                                                          |
| 19 h 00      | Pao 12e 47e · Chen 15e · Tseng 36e (pen.) | (3 - 0) | 62e Ghanbari | Grand Hamad Stadium, Doha Spectateurs : 100 Arbitrage : Edita Mirabidova | Grand Hamad Stadium, Doha Spectateurs : 100 Arbitrage : Edita Mirabidova |
| 19 h 00      | Rapport                                   |         |              | Grand Hamad Stadium, Doha Spectateurs : 100 Arbitrage : Edita Mirabidova | Grand Hamad Stadium, Doha Spectateurs : 100 Arbitrage : Edita Mirabidova |

| 9 avril 2019 | Philippines                                                                                     | 7 - 0   | Palestine |                                                                                        |                                                                                        |
| 19 h 00      | Semacio 17e (pen.) · Del Campo 29e · Madarang 31e 60e · Impelido 62e · Castañeda 66e 70e (pen.) | (3 - 0) |           | Saoud bin Abdulrahman Stadium, Al Wakrah Spectateurs : 71 Arbitrage : Asmita Manandhar | Saoud bin Abdulrahman Stadium, Al Wakrah Spectateurs : 71 Arbitrage : Asmita Manandhar |
| 19 h 00      | Rapport                                                                                         |         |           | Saoud bin Abdulrahman Stadium, Al Wakrah Spectateurs : 71 Arbitrage : Asmita Manandhar | Saoud bin Abdulrahman Stadium, Al Wakrah Spectateurs : 71 Arbitrage : Asmita Manandhar |

### Troisième tour

#### Groupe A
| Rang | Équipe        | Pts     | J       | G       | N       | P       | Bp      | Bc      | Diff    |
| ---- | ------------- | ------- | ------- | ------- | ------- | ------- | ------- | ------- | ------- |
| 1    | Corée du Sud  | 6       | 2       | 2       | 0       | 0       | 10      | 0       | +10     |
| 2    | Viêt Nam      | 3       | 2       | 1       | 0       | 1       | 1       | 3       | -2      |
| 3    | Birmanie      | 0       | 2       | 0       | 0       | 2       | 0       | 8       | -8      |
| 4    | Corée du Nord | Forfait | Forfait | Forfait | Forfait | Forfait | Forfait | Forfait | Forfait |

| 3 février 2020 | Birmanie | 0 - 7   | Corée du Sud                                            |                                                                                          |                                                                                          |
| 19 h 00        |          | (0 - 2) | 6e (pen.) 52e Ji · 37e Lee · 53e 71e Park · 81e 89e Yeo | Stade de la Coupe du monde de Jeju, Seogwipo Spectateurs : 484 Arbitrage : Kate Jacewicz | Stade de la Coupe du monde de Jeju, Seogwipo Spectateurs : 484 Arbitrage : Kate Jacewicz |
| 19 h 00        | Rapport  |         |                                                         | Stade de la Coupe du monde de Jeju, Seogwipo Spectateurs : 484 Arbitrage : Kate Jacewicz | Stade de la Coupe du monde de Jeju, Seogwipo Spectateurs : 484 Arbitrage : Kate Jacewicz |

| 6 février 2020 | Viêt Nam | 1 - 0   | Birmanie |                                                                                      |                                                                                      |
| 19 h 00        | Ngân 62e | (0 - 0) |          | Stade de la Coupe du monde de Jeju, Seogwipo Spectateurs : 158 Arbitrage : Qin Liang | Stade de la Coupe du monde de Jeju, Seogwipo Spectateurs : 158 Arbitrage : Qin Liang |
| 19 h 00        | Rapport  |         |          | Stade de la Coupe du monde de Jeju, Seogwipo Spectateurs : 158 Arbitrage : Qin Liang | Stade de la Coupe du monde de Jeju, Seogwipo Spectateurs : 158 Arbitrage : Qin Liang |

| 9 février 2020 | Corée du Sud                 | 3 - 0   | Viêt Nam |                                                                                               |                                                                                               |
| 15 h 00        | Jang 23e · Choo 53e · Ji 83e | (1 - 0) |          | Stade de la Coupe du monde de Jeju, Seogwipo Spectateurs : 1 278 Arbitrage : Edita Mirabidova | Stade de la Coupe du monde de Jeju, Seogwipo Spectateurs : 1 278 Arbitrage : Edita Mirabidova |
| 15 h 00        | Rapport                      |         |          | Stade de la Coupe du monde de Jeju, Seogwipo Spectateurs : 1 278 Arbitrage : Edita Mirabidova | Stade de la Coupe du monde de Jeju, Seogwipo Spectateurs : 1 278 Arbitrage : Edita Mirabidova |

#### Groupe B
| Rang | Équipe         | Pts | J | G | N | P | Bp | Bc | Diff |
| ---- | -------------- | --- | - | - | - | - | -- | -- | ---- |
| 1    | Australie      | 7   | 3 | 2 | 1 | 0 | 14 | 1  | +13  |
| 2    | Chine          | 7   | 3 | 2 | 1 | 0 | 12 | 2  | +10  |
| 3    | Taipei chinois | 3   | 3 | 1 | 0 | 2 | 1  | 12 | -11  |
| 4    | Thaïlande      | 0   | 3 | 0 | 0 | 3 | 1  | 13 | -12  |

| 3 février 2020 | Thaïlande | 0 - 1   | Taipei chinois |                                                                              |                                                                              |
| 19 h 30        |           | (0 - 2) | 19e Ting       | Campbelltown Stadium, Sydney Spectateurs : 208 Arbitrage : Yoshimi Yamashita | Campbelltown Stadium, Sydney Spectateurs : 208 Arbitrage : Yoshimi Yamashita |
| 19 h 30        | Rapport   |         |                | Campbelltown Stadium, Sydney Spectateurs : 208 Arbitrage : Yoshimi Yamashita | Campbelltown Stadium, Sydney Spectateurs : 208 Arbitrage : Yoshimi Yamashita |

| 7 février 2020 | Chine                                           | 6 - 1   | Thaïlande   |                                                                          |                                                                          |
| 16 h 30        | Li 6e 66e · Zhang 11e · Wang 41e · Tang 45e 51e | (4 - 0) | 80e Silawan | Campbelltown Stadium, Sydney Spectateurs : 616 Arbitrage : Abirami Naidu | Campbelltown Stadium, Sydney Spectateurs : 616 Arbitrage : Abirami Naidu |
| 16 h 30        | Rapport                                         |         |             | Campbelltown Stadium, Sydney Spectateurs : 616 Arbitrage : Abirami Naidu | Campbelltown Stadium, Sydney Spectateurs : 616 Arbitrage : Abirami Naidu |

| 7 février 2020 | Australie                                                          | 7 - 0   | Taipei chinois |                                                                             |                                                                             |
| 19 h 30        | Foord 10e 24e 38e · Catley 31e · Raso 54e · Kerr 64e · Gorry 90+2e | (4 - 0) |                | Campbelltown Stadium, Sydney Spectateurs : 1 510 Arbitrage : Oh Hyeon-jeong | Campbelltown Stadium, Sydney Spectateurs : 1 510 Arbitrage : Oh Hyeon-jeong |
| 19 h 30        | Rapport                                                            |         |                | Campbelltown Stadium, Sydney Spectateurs : 1 510 Arbitrage : Oh Hyeon-jeong | Campbelltown Stadium, Sydney Spectateurs : 1 510 Arbitrage : Oh Hyeon-jeong |

| 10 février 2020 | Taipei chinois | 0 - 5   | Chine                                    |                                                                           |                                                                           |
| 16 h 30         |                | (0 - 5) | 5e Tang · Wu 25e · 26e 30e Wang · 34e Li | Campbelltown Stadium, Sydney Spectateurs : 505 Arbitrage : Mahsa Ghorbani | Campbelltown Stadium, Sydney Spectateurs : 505 Arbitrage : Mahsa Ghorbani |
| 16 h 30         | Rapport        |         |                                          | Campbelltown Stadium, Sydney Spectateurs : 505 Arbitrage : Mahsa Ghorbani | Campbelltown Stadium, Sydney Spectateurs : 505 Arbitrage : Mahsa Ghorbani |

| 10 février 2020 | Thaïlande | 0 - 6   | Australie                                           |                                                                                |                                                                                |
| 19 h 30         |           | (0 - 2) | 44e 45+4e 70e Van Egmond · 67e 73e Simon · 71e Raso | Campbelltown Stadium, Sydney Spectateurs : 1 510 Arbitrage : Yoshimi Yamashita | Campbelltown Stadium, Sydney Spectateurs : 1 510 Arbitrage : Yoshimi Yamashita |
| 19 h 30         | Rapport   |         |                                                     | Campbelltown Stadium, Sydney Spectateurs : 1 510 Arbitrage : Yoshimi Yamashita | Campbelltown Stadium, Sydney Spectateurs : 1 510 Arbitrage : Yoshimi Yamashita |

| 13 février 2020 | Australie        | 1 - 1   | Chine    |                                                                                |                                                                                |
| 19 h 30         | Van Egmond 90+2e | (0 - 0) | 86e Tang | Campbelltown Stadium, Sydney Spectateurs : 5 660 Arbitrage : Yoshimi Yamashita | Campbelltown Stadium, Sydney Spectateurs : 5 660 Arbitrage : Yoshimi Yamashita |
| 19 h 30         | Rapport          |         |          | Campbelltown Stadium, Sydney Spectateurs : 5 660 Arbitrage : Yoshimi Yamashita | Campbelltown Stadium, Sydney Spectateurs : 5 660 Arbitrage : Yoshimi Yamashita |

### Play-off
| Équipe       | Aller | Total | Retour | Équipe   |
| ------------ | ----- | ----- | ------ | -------- |
| Australie    | 5 - 0 | 7 - 1 | 2 - 1  | Viêt Nam |
| Corée du Sud | 1 - 2 | 3 - 4 | 2 - 2  | Chine    |

| 6 mars 2020 | Australie                                                             | 5 - 0   | Viêt Nam |                                                                          |                                                                          |
| 18 h 30     | Kerr 10e 80e (pen.) · Logarzo 27e · Van Egmond 38e · Polkinghorne 67e | (3 - 0) |          | Hunter Stadium, Newcastle Spectateurs : 14 014 Arbitrage : Abirami Naidu | Hunter Stadium, Newcastle Spectateurs : 14 014 Arbitrage : Abirami Naidu |
| 18 h 30     | Rapport                                                               |         |          | Hunter Stadium, Newcastle Spectateurs : 14 014 Arbitrage : Abirami Naidu | Hunter Stadium, Newcastle Spectateurs : 14 014 Arbitrage : Abirami Naidu |

| 11 mars 2020 | Viêt Nam  | 1 - 2   | Australie           |                                                                       |                                                                       |
| 16 h 30      | Huỳnh 55e | (4 - 0) | 15e Kerr · 27e Raso | Cẩm Phả Stadium, Cẩm Phả Spectateurs : 54 Arbitrage : Thein Thein Aye | Cẩm Phả Stadium, Cẩm Phả Spectateurs : 54 Arbitrage : Thein Thein Aye |
| 16 h 30      | Rapport   |         |                     | Cẩm Phả Stadium, Cẩm Phả Spectateurs : 54 Arbitrage : Thein Thein Aye | Cẩm Phả Stadium, Cẩm Phả Spectateurs : 54 Arbitrage : Thein Thein Aye |

| 8 avril 2021 | Corée du Sud | 1 - 2   | Chine                              |                                                                       |                                                                       |
| 16 h 00      | Kang 39e     | (1 - 1) | 33e Zhang X. · 73e (pen.) Wang Sh. | Stade de Goyang, Goyang Spectateurs : 1 091 Arbitrage : Casey Reibelt | Stade de Goyang, Goyang Spectateurs : 1 091 Arbitrage : Casey Reibelt |
| 16 h 00      | Rapport      |         |                                    | Stade de Goyang, Goyang Spectateurs : 1 091 Arbitrage : Casey Reibelt | Stade de Goyang, Goyang Spectateurs : 1 091 Arbitrage : Casey Reibelt |

| 13 avril 2021 | Chine                       | 2 - 2                 | Corée du Sud               |                                                                                         |                                                                                         |
| 16 h 30       | Yang M. 69e · Wang Sh. 104e | (0 - 2, 1 - 2, 2 - 2) | 31e Kang · 45e (csc) Li M. | Suzhou Olympic Sports Centre, Suzhou Spectateurs : 13 533 Arbitrage : Yoshimi Yamashita | Suzhou Olympic Sports Centre, Suzhou Spectateurs : 13 533 Arbitrage : Yoshimi Yamashita |
| 16 h 30       | Rapport                     |                       |                            | Suzhou Olympic Sports Centre, Suzhou Spectateurs : 13 533 Arbitrage : Yoshimi Yamashita | Suzhou Olympic Sports Centre, Suzhou Spectateurs : 13 533 Arbitrage : Yoshimi Yamashita |